# Sidi Naâmane (distrito)
Sidi Naâmane é um distrito localizado na província de Médéa, Argélia, e cuja capital é a cidade de mesmo nome. A população total do distrito era de 39 727 habitantes, em 2008.[carece de fontes?]

## Comunas
O distrito está dividido em três comunas:
- Sidi Naâmane
- Rebaia
- Ouled Deide